# Naar Kvinder dømmes
Naar Kvinder dømmes (originaltitel A Society Scandal) er en amerikansk stumfilm fra 1924 instrueret af Allan Dwan.

## Medvirkende
- Gloria Swanson som Marjorie Colbert
- Rod La Rocque som Daniel Farr
- Ricardo Cortez som Harrison Peters
- Allan Simpson som Hector Colbert
- Ida Waterman som Mrs. Maturin Colbert
- Thelma Converse som Mrs. Hamilton Pennfield
- Catherine Coleburn
- Catherine Proctor som Mrs. Burr